# Jirny
Jirny (en allemand : Jirna) est une commune du district de Prague-Est, dans la région de Bohême-Centrale, en République tchèque. Sa population s'élevait à 2 901 habitants en 2020.

## Géographie
Jirny se trouve à 5 km au nord-nord-ouest d'Úvaly, à 9 km au sud-sud-est de Brandýs nad Labem-Stará Boleslav et à 20 km à l'est-nord-est de Prague.
La commune est limitée par Zeleneč au nord, par Nehvizdy et Horoušany à l'est, par Úvaly au sud, par Prague au sud-ouest et par Šestajovice à l'ouest.

## Histoire
La première mention écrite de la localité date de 1352.

## Administration
La commune se compose de deux quartiers :
- Jirny
- Nové Jirny

## Transports
Par la route, Jirny se trouve à 6 km d'Úvaly, à 10,5 km de Brandýs nad Labem-Stará Boleslav et à 26 km du centre de Prague.